# Mjölandet
Mjölandet är en ö i Finland. Den ligger i Finska viken och i kommunen Kyrkslätt i den ekonomiska regionen  Helsingfors i landskapet Nyland, i den södra delen av landet. Ön ligger omkring 37 kilometer sydväst om Helsingfors och strax öster om Porkala udd.
Mjölandet har växt samman med Tullandet, Kyrkslätt i sydost. Tidigare skiljdes öarna åt av sundet Långviken, men landhöjningen har torrlagt sundet på två ställen. Mellan dessa landbryggor har sjön Gloen bildats. Mjölandet har vägförbindelse med Porkala udd och Tullandet.
Inlandsklimat råder i trakten. Årsmedeltemperaturen i trakten är 5 °C. Den varmaste månaden är augusti, då medeltemperaturen är 16 °C, och den kallaste är januari, med −6 °C.